# Proasellus beroni
Proasellus beroni är en kräftdjursart som beskrevs av Henry och Guy Magniez 1968. Proasellus beroni ingår i släktet Proasellus och familjen sötvattensgråsuggor. Inga underarter finns listade i Catalogue of Life.